# Konon (imię)
Konon – imię męskie pochodzenia greckiego, od koonos, co oznacza "stożek".
Znane osoby noszące to imię:
- Konon (ur. ok. 444 p.n.e., zm. 392 p.n.e.) – wódz ateński z okresu II wojny peloponeskiej
- Konon z Samos – grecki matematyk z III wieku p.n.e.
- Konon – grecki mitograf z I wieku p.n.e.
- Konon z Isaurii, cudotwórca i męcznnik z II wieku
- Konon z Magydas (zm. 250) – święty katolicki i prawosławny, męczennik z III w.
- Konon z Pergi lub Konon "Ogrodnik" (zm. ok. 250)
- Konon z Tarsus – biskup żyjący w VI wieku, przywódca Tryteizmu
- Konon "Chrzciciel" lub Konon z Penthucla/z Jordanii (zm. ok. 555)
- Konon (zm. 687) – papież
- Leon III Izauryjczyk (ur. 685, zm. 741), born Konon; Byzantine Emperor
- Conon de Béthune (ur. ok. 1160, zm. 1219) – północnofrancuski truwer, uczestnik III i IV krucjaty
- Conon (zm. 1106) – hrabia Montaigu, przywódca wojskowy I wyprawy krzyżowej
- Conon – hrabia Montaigu and Duras
- Konon z Naso (1139-1236), włoski opat i święty
- Konon (ur. 1837, zm. 1922) – rumuński biskup prawosławny
- Hans Conon von der Gabelentz (ur. 1807, zm. 1874) – niemiecki lingwista
- Konon z Rzymu – męczennik

Konon imieniny obchodzi 1 października, 6 marca i 21 września.